# Blešník
Blešník (Pulicaria) je rod rostlin z čeledi hvězdnicovitých. Zahrnuje v aktuálním pojetí něco přes 80 druhů rozšířených ve Starém světě, konkrétně v temperátní až tropické Eurasii a v severní a jižní Africe. V české květeně se vyskytují dva druhy (viz taxobox), oba zde patří ke kriticky ohroženým. Mnohé druhy jsou aromatické díky obsahu terpenů a byly v minulosti využívány v lidovém léčitelství, především jako tonikum, antihistaminikum a jako náhražka čaje.

## Popis
Jsou to jednoleté, dvouleté nebo vytrvalé byliny, některé druhy jsou také polokeře nebo keře. V závislosti na druhu dosahují výšky od 5 do 120 cm. Listy jsou střídavé, co do tvaru podlouhlé a často zvlněné, obvykle přisedlé a více či méně vlnatě chlupaté.
Květenstvím jsou jako u jiných hvězdnicovitých úbory, uspořádané často dále do složených vrcholičnatých květenství. Lůžko úboru je polokulovité nebo zvonovité a má průměr 5 až 10 milimetrů. Úbory jsou heterogamní a obsahují paprskovité a trubkovité květy žluté barvy, přičemž okrajové květy bývají samičí, zatímco středové jsou oboupohlavné. Okrajové jazykovité květy jsou u některých druhů redukované nebo i zcela chybí. Plody jsou nažky s dvouřadým chmýrem.

## Ekologie a rozšíření
Areál rozšíření rodu blešník zahrnuje většinu Evropy, západní, střední a jižní Asii a severní a jižní část Afriky. Mnoho druhů se vyskytuje ve Středomoří, v Makaronésii, na Arabském poloostrově a v jeho okolí; 7 jich je endemických na Sokotře. Zdomácněl též na ruském Dálném východě a ve Spojených státech.
Blešníky obvykle rostou na suchých skalách, kamenitých stráních, okolo vádí, v suchých křovinách a lesních lemech, ale též na vlhčích ruderálních stanovištích, štěrkových náplavech, obnažených dnech či vlhkých mírně zasolených loukách. V pohořích západní Číny zasahují až do trávníků alpínského stupně (např. Pulicaria insignis).
V české květeně se vyskytují dva druhy: blešník úplavičný (Pulicaria dysenterica) výhradně na jižní Moravě a blešník obecný (Pulicaria vulgaris) roztroušeně v termofytiku a v Podšumaví. Oba zde patří ke kriticky ohroženým taxonům.

## Galerie

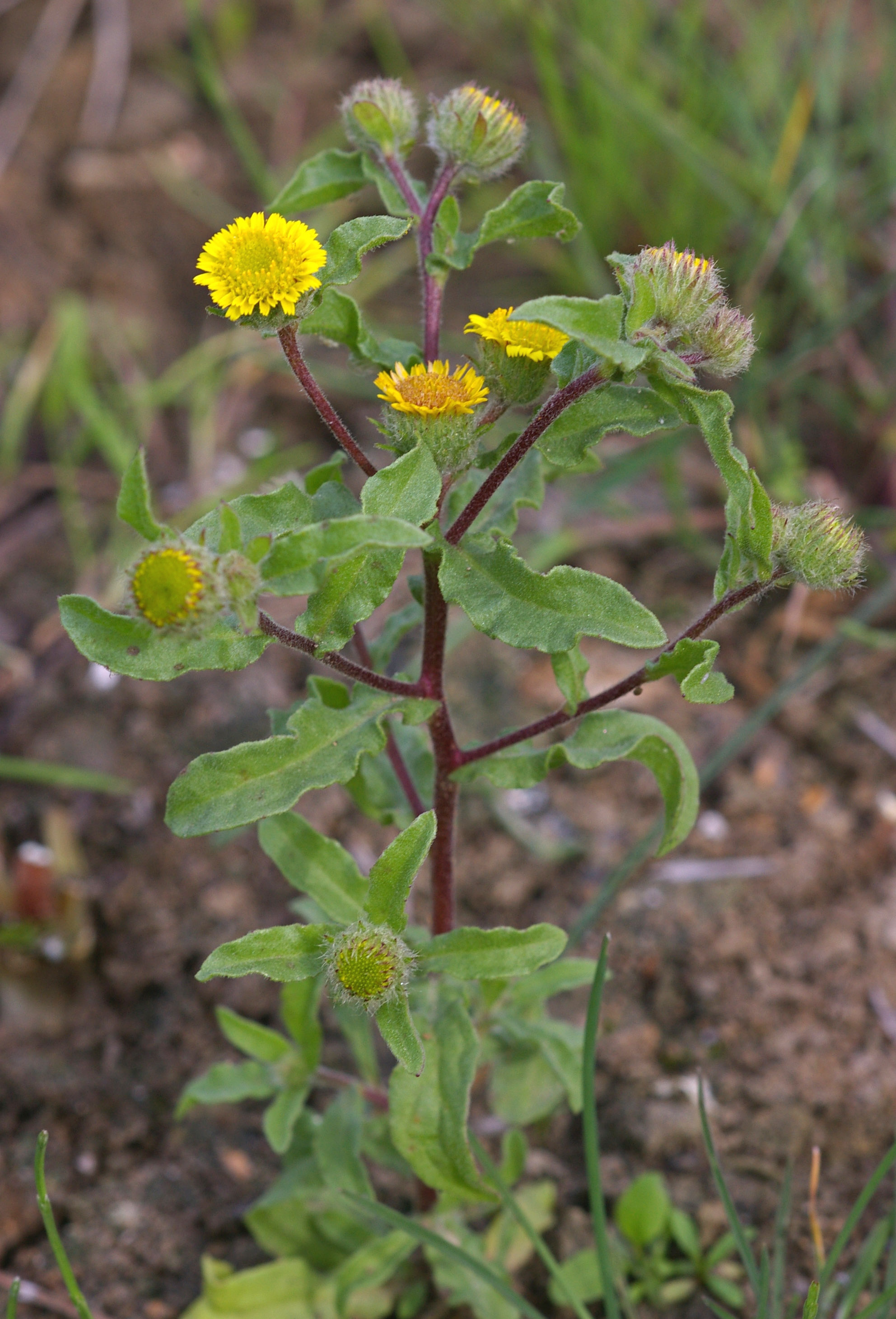
Blešník obecný
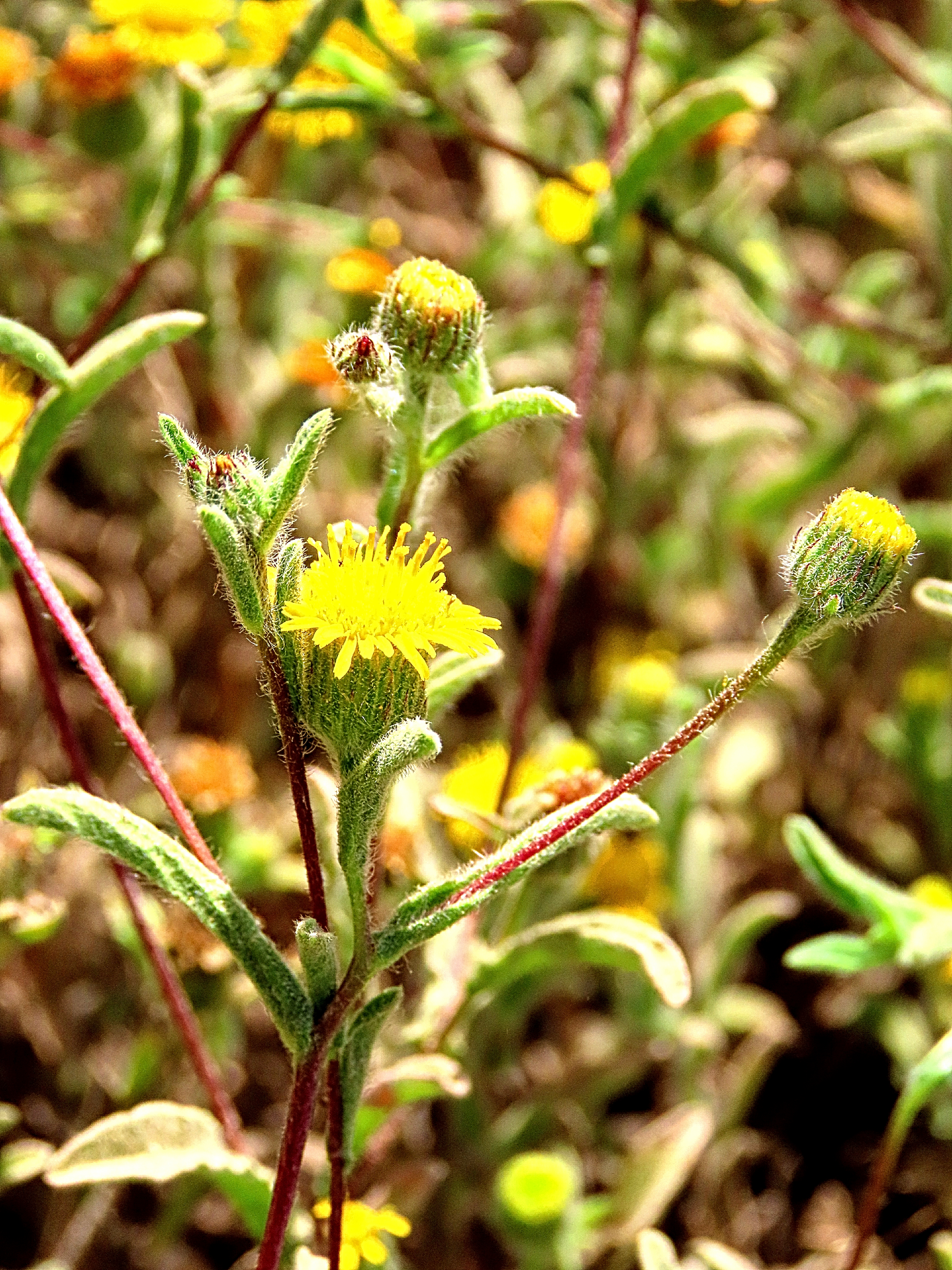
Blešník arabský (Pulicaria arabica)
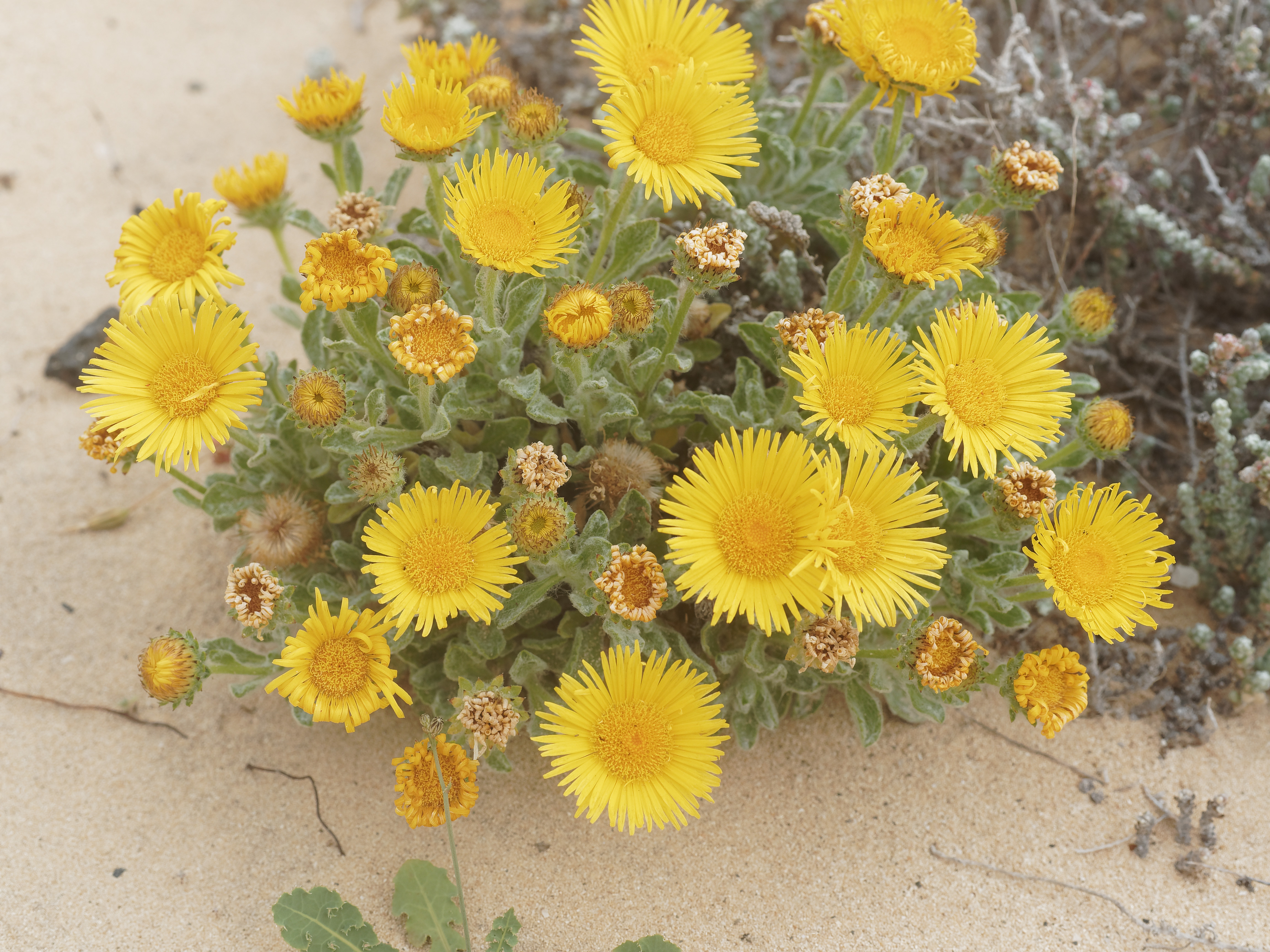
Blešník kanárský (Pulicaria canariensis)
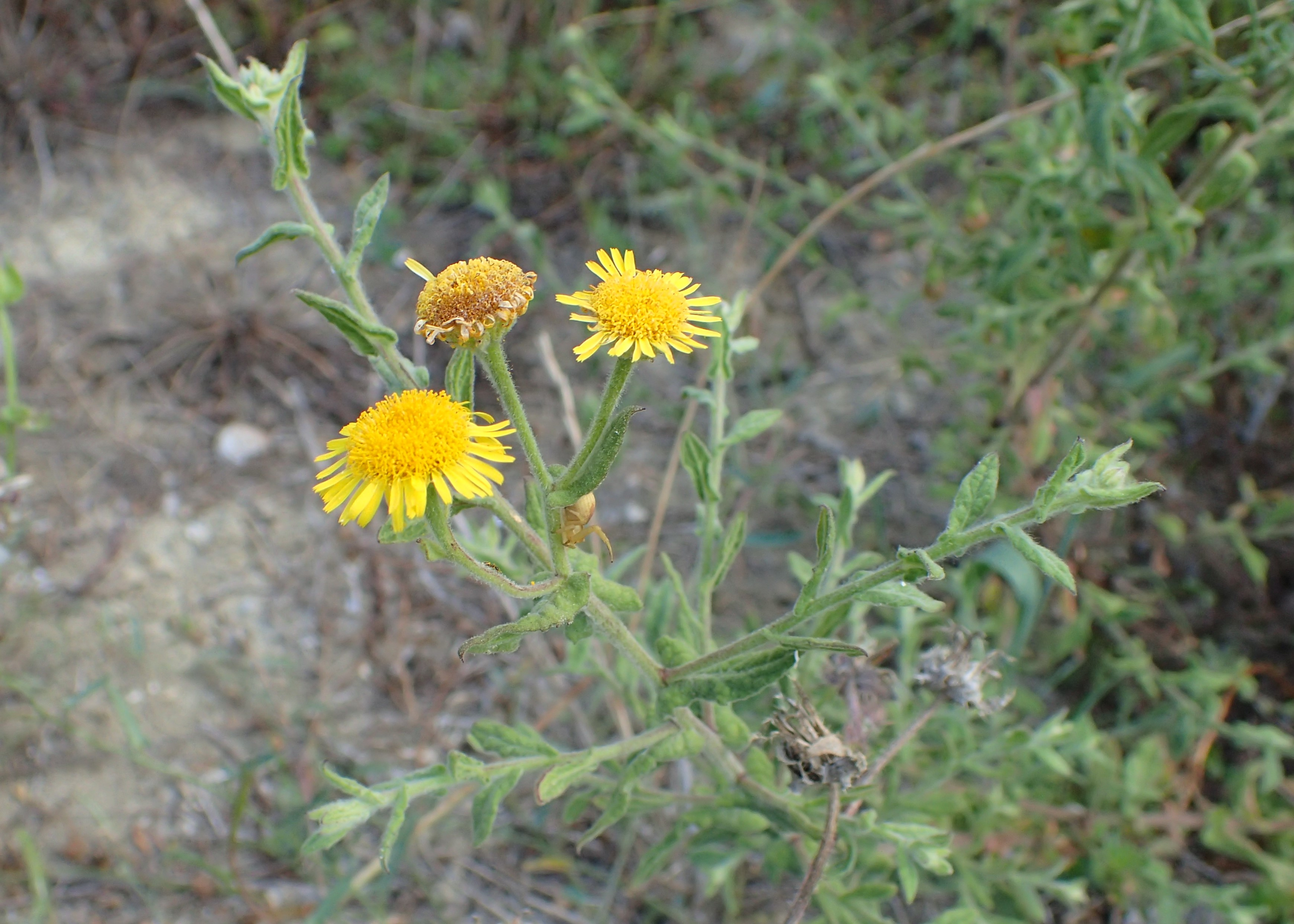
Pulicaria odora (Kanárské ostrovy, Mediterán)
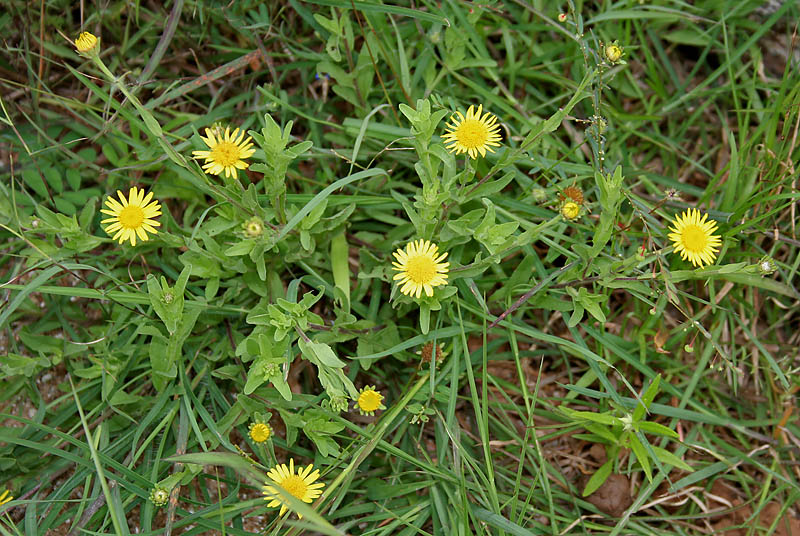
Pulicaria wightiana z Indického subkontinentu
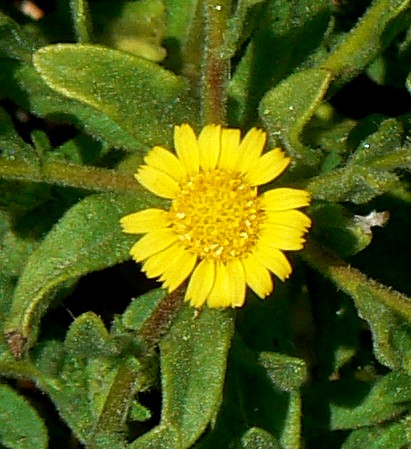
Pulicaria microcephala je endemit Portugalska